# Nassim Ben Khalifa
Pour les articles homonymes, voir Ben Khalifa.
Nassim Ben Khalifa (en arabe: نَسِيم بْن خَلِيفَة), né le 13 janvier 1992 à Prangins (canton de Vaud) en Suisse, est un footballeur international Suisse d'origine Tunisienne qui évolue au poste d'attaquant pour le Sanfrecce Hiroshima.

## Biographie

### Carrière en club
Après avoir joué en jeune dans les clubs de Stade Nyonnais FC puis du FC Gland, Ben Khalifa commence véritablement sa formation de joueur professionnel au club de FC Lausanne-Sport pour une saison. Puis en 2006, il est recruté par le Grasshopper Club Zurich évoluant en Super League pour 50 000 francs suisses. Il est tout d'abord recruté pour renforcer l'équipe des moins de 21 ans des Grasshopper.
Le 7 mars 2009, il réalise son premier match en professionnel contre FC Sion en rentrant à la 79e minute à la place de Alain Schultz (0-2). Il joue quelques semaines plus tard 9 minutes contre le FC Vaduz. Ensuite, lors du dernier derby de la saison 2008-2009 face au FC Zurich, il fait son entrée à la 79e à la place d'Alain Schultz.
Nassim Ben Khalifa, a quitté Grasshopper Zurich en juin 2019. Il a choisi de rejoindre VfL Wolfsburg pour quatre ans. Privé de temps de jeu dû à une concurrence trop importante, il est prêté au club de FC Nuremberg et rejoint ainsi un coéquipier de l'équipe national suisse, Albert Bunjaku.
Après une saison dans le championnat allemand, Nassim Ben Khalifa est prêté pour une saison dans le club du BSC Young Boys. Le jeune joueur rentre ainsi en Suisse. Depuis 2017, il joue pour le FC Saint-Gall. En 2019, il est interdit de séance la veille des parties de Super League et il attaque son club devant le tribunal de district de Saint Gall,. Il remporte son procès et il est réintégré aux entraînements d'avant-match,. Libre de tout engagement le 20 novembre 2020, il a signé un contrat de deux ans en faveur du Espérance sportive de Tunis (football).

### Carrière internationale
Considéré comme un futur espoir suisse, Nassim participe aux Championnats d'Europe de football des moins de 17 ans 2008 et 2009. Dans ce dernier, il marque dès le premier match contre la France. Il réitère un exploit face à l'Italie lorsqu'il fait basculer le match, à la suite de la provocation d'un pénalty. Son équipe se hisse en demi-finale après un match nul contre l'Espagne. Une demi-finale qui met un terme au rêve du rouget Ben Khalifa, car la Nati M-17 plie sur le score de 2-1 pour les Pays-Bas.
La même année, Nassim Ben Khalifa gagne avec la Suisse la Coupe du monde des moins de 17 ans au Nigeria en battant le Nigeria en finale, le 15 novembre 2009, sur le score de 1 à 0, grâce à une tête victorieuse de Haris Seferović. Ben Khalifa tient un rôle important dans cette jeune équipe en marquant quatre buts et délivrant des passes décisives durant le tournoi.
Lors des matchs de barrage pour le Championnat d'Europe de football espoirs 2011, Ben Khalifa marque son premier but en équipe espoir face à la Suède lors du match retour (1-1). Ben Khalifa a participé au championnat d'Europe des espoirs suisses au Danemark. Il y tient un rôle de remplaçant derrière d'autres attaquants tels que Mario Gavranović et Admir Mehmedi. Lors du tournoi, il ne participera que lors d'une rencontre et comptabilisera 6 minutes de jeu. Le jeune joueur réussi tout de même à se procurer une ou deux occasions intéressantes. Les espoirs suisses réussissent l'exploit de se qualifier pour les Jeux olympiques de Londres, et atteindront la finale face à l'équipe espoirs d'Espagne.
Pour la coupe du monde 2010, Nassim Ben Khalifa fut sélectionné par Ottmar Hitzfeld dans le cadre élargi des 30 joueurs de l'équipe de Suisse. Réserviste, il ne foula toutefois pas les terrains sud-africains. Cependant, Hitzfeld le resélectionne après la CM 2010 et le jeune footballeur accepte la sélection et jouera désormais pour la Suisse. Cependant, son manque de temps de jeu dans son club incite Hitzfeld à ne plus le sélectionner.
Ben Khalifa fait son retour dans le contingent de l'équipe nationale après son retour dans le Championnat suisse par l'intermédiaire du BSC Young Boys, où il est titulaire. Il est en effet rappelé par Ottmar Hitzfeld le 4 août 2011 afin de disputer un match amical face au Liechtenstein. Malheureusement, le joueur se retrouve contraint de déclarer forfait et est remplacé par Mario Gavranović.

## Palmarès

### En équipe nationale
| - Suisse - 17 ans - Coupe du monde - 17 ans - Vainqueur (1) : 2009. |  | - Suisse Espoirs - Championnat d'Europe espoirs - Finaliste (1) : 2011. |

### En club
- Vainqueur du Championnat de Tunisie : 2021
- Vainqueur de la Supercoupe de Tunisie : 2021
- Vainqueur de la Coupe de la Ligue japonaise en 2022

### Distinction personnelle
- Deuxième meilleur joueur de la Coupe du monde des moins de 17 ans en 2009.

## Statistiques
| Saison                | Club                  | Championnat           | Championnat | Championnat | Coupe(s) nationale(s) | Coupe(s) nationale(s) | Compétition(s) continentale(s) | Compétition(s) continentale(s) | Compétition(s) continentale(s) | Suisse | Suisse | Total | Total |
| Saison                | Club                  | Division              | M.          | B.          | M.                    | B.                    | Comp.                          | M.                             | B.                             | M.     | B.     | M.    | B.    |
| 2008-2009             | Grasshopper           | Super League          | 3           | 0           | -                     | -                     | -                              | -                              | -                              | -      | -      | 3     | 0     |
| 2009-2010             | Grasshopper           | Super League          | 25          | 8           | 2                     | 0                     | -                              | -                              | -                              | -      | -      | 27    | 8     |
| Sous-total            | Sous-total            | Sous-total            | 28          | 8           | 2                     | 0                     | -                              | -                              | -                              | -      | -      | 30    | 8     |
| 2010-2011             | VfL Wolfsburg         | Bundesliga            | -           | -           | -                     | -                     | -                              | -                              | -                              | 2      | 0      | 2     | 0     |
| 2010-2011             | FC Nuremberg (prêt)   | Bundesliga            | 1           | 0           | -                     | -                     | -                              | -                              | -                              | -      | -      | 1     | 0     |
| 2011-2012             | Young Boys (prêt)     | Super League          | 17          | 2           | 1                     | 0                     | C3                             | 4                              | 0                              | 1      | 0      | 23    | 2     |
| 2012-2013             | Grasshopper (prêt)    | Super League          | 33          | 6           | 3                     | 0                     | -                              | -                              | -                              | 1      | 0      | 37    | 6     |
| 2013-2014             | Grasshopper (prêt)    | Super League          | 24          | 5           | 4                     | 0                     | C3                             | 2                              | 1                              | -      | -      | 30    | 6     |
| Sous-total            | Sous-total            | Sous-total            | 75          | 13          | 8                     | 0                     | -                              | 6                              | 1                              | 4      | 0      | 93    | 14    |
| 2014-2015             | Grasshopper           | Super League          | 25          | 1           | 3                     | 0                     | -                              | -                              | -                              | -      | -      | 28    | 1     |
| Sous-total            | Sous-total            | Sous-total            | 25          | 1           | 3                     | 0                     | -                              | -                              | -                              | -      | -      | 28    | 1     |
| 2015-2016             | Eskişehirspor         | Süper Lig             | 11          | 0           | 1                     | 0                     | -                              | -                              | -                              | -      | -      | 12    | 0     |
| 2015-2016             | KV Malines (prêt)     | Jupiler Pro League    | 7           | 0           | -                     | -                     | -                              | -                              | -                              | -      | -      | 7     | 0     |
| Sous-total            | Sous-total            | Sous-total            | 18          | 0           | 1                     | 0                     | -                              | -                              | -                              | -      | -      | 19    | 0     |
| 2016-2017             | Lausanne-Sport        | Super League          | 23          | 9           | -                     | -                     | -                              | -                              | -                              | -      | -      | 23    | 9     |
| Sous-total            | Sous-total            | Sous-total            | 23          | 9           | -                     | -                     | -                              | -                              | -                              | -      | -      | 23    | 9     |
| 2017-2018             | FC Saint-Gall         | Super League          | 24          | 5           | 2                     | 0                     | -                              | -                              | -                              | -      | -      | 26    | 5     |
| 2018-2019             | FC Saint-Gall         | Super League          | 11          | 0           | 2                     | 0                     | C3                             | 2                              | 0                              | -      | -      | 15    | 0     |
| Sous-total            | Sous-total            | Sous-total            | 35          | 5           | 4                     | 0                     | -                              | 2                              | 0                              | -      | -      | 41    | 5     |
| 2020-2021             | ES Tunis              | Ligue I               | 13          | 1           | 1                     | 0                     | C1                             | 3                              | 1                              | -      | -      | 17    | 2     |
| 2021-2022             | ES Tunis              | Ligue I               | 2           | 0           | 1                     | 0                     | C1                             | 3                              | 1                              | -      | -      | 6     | 1     |
| Sous-total            | Sous-total            | Sous-total            | 15          | 1           | 2                     | 0                     | -                              | 5                              | 3                              | 0      | 0      | 22    | 4     |
| 2021-2022             | Sanfrecce Hiroshima   | J1 League             | 22          | 4           | 14                    | 2                     | -                              | -                              | -                              | -      | -      | 36    | 6     |
| 2022-2023             | Sanfrecce Hiroshima   | J1 League             | 25          | 2           | 6                     | 1                     | -                              | -                              | -                              | -      | -      | 31    | 3     |
| Sous-total            | Sous-total            | Sous-total            | 47          | 6           | 20                    | 3                     | -                              | -                              | -                              | 0      | 0      | 67    | 9     |
| 2023-2024             | Avispa Fukuoka        | J1 League             | 2           | 0           | 0                     | 0                     | -                              | -                              | -                              | -      | -      | 2     | 0     |
| 2024-2025             | Avispa Fukuoka        | J1 League             | 7           | 1           | 2                     | 0                     | -                              | -                              | -                              | -      | -      | 9     | 1     |
| Sous-total            | Sous-total            | Sous-total            | 9           | 1           | 2                     | 0                     | -                              | -                              | -                              | 0      | 0      | 11    | 1     |
| Total sur la carrière | Total sur la carrière | Total sur la carrière | 275         | 45          | 41                    | 3                     | -                              | 14                             | 3                              | 4      | 0      | 334   | 51    |